# امید واهی: توهمات سرمایه‌داری جهانی
امید واهی: توهمات سرمایه‌داری جهانی (انگلیسی: False Dawn: The Delusions of Global Capitalism) کتابی است از فیلسوف سیاسی جان گری که در سال ۱۹۹۸ منتشر شد و او در آن استدلال می‌کند روند جهانی شدن بازار آزاد ناپایدار و در حال فروپاشی است.
ویرایش سال ۲۰۰۲ این کتاب شامل پیشگفتاری است که مضامین آن را به حملات ۱۱ سپتامبر و موضع جدید ارتش ایالات متحده آمریکا که منجر به تهاجم به عراق در سال ۲۰۰۳ شد، مرتبط می‌سازد. گری خاطرنشان می‌کند که چگونه شوک‌درمانی اقتصادی در کشورهای پساکمونیستی باعث شد «منابع و امکانات نظامی عظیم اتحاد جماهیر شوروی … به بالاترین قیمت پیشنهادی فروخته می‌شود… [از جمله] به نیروهای غیردولتی که جنگ غیرمتعارف به راه انداخته بودند. … [مانند] شبکه‌های تروریستی.» همچنین، کمیابی منابع طبیعی ناشی از صنعتی شدن جهانی، به جنگ منابع و احیای بازی بزرگ کمک می‌کند.
در فصل اول، جان گری متفکرانی مانند جان لاک و کارل مارکس را بر اساس تلاش‌شان در دستیابی به یک آرمان‌شهر روشنگری در کنار هم قرار می‌دهد که در آن «تنوع فرهنگ‌ها… مرحله‌ای به سمت تشکیل یک تمدن جهانی است». تلاش‌های ویژه برای تحمیل یک «تمدن جهانی» شامل انگلستان دوره ویکتوریا، اتحاد جماهیر شوروی و در حال حاضر ایالات متحده آمریکا بود، آمریکایی که به‌عنوان «آخرین قدرت بزرگی که سیاست‌های خود را بر اساس این تز روشنگری قرار داده»، و یک نمونهٔ این تلاش اجماع واشینگتن بود.